# Xavier Cucuel
Pour les articles homonymes, voir Cucuel.
Xavier Cucuel, dit  Cucuel, est un scénariste, producteur et réalisateur de documentaires et scénariste de bande dessinée français, né à Casablanca au Maroc le 5 juillet 1960.

## Biographie

### Début de carrière
Diplômé de l'Institut supérieur du commerce de Paris en 1982, Xavier Cucuel entame sa carrière dans la culture et les médias dans les années 1980. Il devient d’abord administrateur de théâtre (Compagnie des Huit Saveurs, Lyon) puis travaille successivement pour Canal+ et pour l’éditeur Dargaud avant de diriger les productions de jeux vidéo d’Infogrames (actuellement Atari).
Au tournant des années 2000, il crée sa propre société de productions (télévision et jeux vidéo) et de conseil en stratégie pour des groupes de médias. Parallèlement, il enseigne l'économie des médias à l’Institut supérieur du commerce de Paris.
Il scénarise l'album Une histoire des Jeux Olympiques en BD en 1984, puis il participe à Boule et Bill et se recentre sur la bande dessinée.

### Bande dessinée et publications diverses
Xavier Cucuel lance la série Cindy (Albin Michel) en 2006, puis c'est Madame Sarfati, toujours chez le même éditeur, avec le dessinateur Monsieur B et, dans la foulée, le diptyque Motards à jamais (Delcourt). En 2010, il conceptualise et scénarise avec Guy Delcourt et Grégoire Seguin, épaulés par un collectif de dessinateurs, l'album À vous Cognacq Jay, consacré à la télé des années 1960. 
Entretemps, il a publié en 2005 le recueil Les blagues trop, de Rire & chansons (Éditions de l'Archipel) et, en 2006 participé à la rédaction d'une biographie d’Elie Kakou, toujours chez le même éditeur. De retour à la BD, il scénarise Le député : La Noble Assemblée, servi par le dessin d'Al Coutelis. L'album, qui paraît en 2017 chez Bamboo,, est préfacé par Jean-Louis Debré, et reçoit un accueil favorable dans les médias généralistes,.
En juin 2022, il sort son premier roman, Choral(e) aux Editions du Pont 9.
En 2023, il est le commissaire de l'exposition consacrée à Jean-Claude Mézières et Valérian et Laureline à Wuhan (pavillon Baivun) et Changsha.
Depuis 2023 il accompagne aussi chaque édition de la Coupe Soisbault, le championnat d’Europe de tennis par équipe des jeunes filles de moins de 18 ans. A cette occasion il réalise le film de la compétition et a édité en 2025 le livre commémoratif de la Coupe (« 30 ans de Soisbault à Granville ») .
Il se consacre désormais à la production audiovisuelle, au commissariat d’expositions et à l’écriture de scénarios de bande-dessinée.

### Documentaire télévisé
Dans les années 2010, il écrit, produit et co-réalise la série documentaire artistico-culinaire De l'art et du cochon pour Arte. La série est diffusée à la télévision à partir de septembre 2014, à l'exception de l'épisode pilote, consacré à La Cène de Léonard de Vinci ; cet épisode, avec pour invité le chef Gérald Passedat, étant diffusé avant la série, le 23 décembre 2012. La série documentaire qui allie les concepts de l'art et de la cuisine est saluée favorablement par Le Monde.
En novembre 2019, il réalise une performance vidéo dans le cadre de la Nuit de la Poésie à l’Institut du Monde Arabe sur le thème de la 1002ème Nuit de Shéhérazade, une histoire originale écrite pour la circonstance par Hyam Zaytoun.
En 2019 toujours, il produit et réalise une série de 10 documentaires sur les espoirs du tennis français diffusée en novembre et décembre sur la chaine Eurosport. 
En 2020 il produit avec Bruno Sevaistre un film documentaire sur le chanteur Gaëtan Roussel     (« Si tu veux on parle de moi ») diffusé en février 2020 sur France, puis en 2021 sur Culturebox, chaine du groupe France Télévision.

## Œuvres

### Bande dessinée
Sauf indication complémentaire, Xavier Cucuel est le scénariste et son collaborateur le dessinateur.
- Jeux olympiques, d’Olympie à Los Angeles, avec Mike Deporter, Éditions Michel Vincent, 1984  (ISBN 2-86756-009-8).
- Boule et Bill t. 29 : Quel cirque !, avec Laurent Verron, Dargaud, 2003  (ISBN 2-87129-582-4). Chric, Pierre Veys et Éric Corbeyran ont scénarisé d'autres gags de l'album. Une partie des gags a été repris dans l'album publicitaire La Mélodie du bonheur publié en 2004 par BP France  (ISBN 2-87129-735-5).
- Madame Sarfati, avec Monsieur B, Albin Michel, 2006  (ISBN 2-226-17153-3).
- Cindy, avec Ludwig, Albin Michel :

1. Cindy, mon journal d’une blonde, 2006  (ISBN 2-226-17541-5).
2. Cindy, mon journal d’une blonde en vacances, 2007  (ISBN 978-2-226-17736-0).

- Les Grandes Heures de la télévision en BD t. 1 : À vous Cognacq-Jay !, concepteur et scénariste avec Guy Delcourt et Grégoire Seguin, dessin collectif, Delcourt, coll. « Humour de rire », 2010  (ISBN 978-2-7560-1813-3)[3],[17]
- Motards à jamais, dessins de Fabio Lai, Delcourt, coll. « Humour de rire »[2] :

1. 2010  (ISBN 978-2-7560-2366-3)[18].
2. 2011  (ISBN 978-2-7560-2867-5)[19].

- Le Député : La Noble Assemblée, avec Al Coutelis, Bamboo, coll. « Grand Angle », 2017  (ISBN 978-2-8189-4139-3)[5],[6]. Préface de Jean-Louis Debré.
- Benoit Saint Denis, God of War, avec Zefiro Giona, Marabulles, coll. « Sport Factory », 2024   (ISBN 2501182979)
- Earvin NGapeth, Monsieur Magique avec Casucci et Earvorschi, Marabulles, coll. « Sport Factory », 2025.  (ISBN 2501163702)

### Ouvrages divers
- Les Blagues trop, de Rire & chansons, Éditions de l'Archipel, 2005
- Élie, mon frère, de Brigitte Kakou (participation à la rédaction de la biographie d’Élie Kakou), Éditions de l'Archipel, 2006
- Vieux motards que jamais (et autres proverbes loufoques), Tornade, 2009
- Choral(e), éditions du Pont Neuf, 2022
- 30 ans de Soisbault à Granville, août 2025

### Emissions de télévision
- De l'art et du cochon (scénariste de tous les épisodes et co-réalisateur du premier épisode) : série documentaire (en cours, depuis 2014), Arte[14]
- Les espoirs du tennis français (producteur et réalisateur), Eurosport 2019
- Si tu veux on parle de moi (producteur), film documentaire sur le chanteur Gaëtan Roussel, France Télévisions, 2020-2021